# 洗涤红细胞
洗涤红细胞是指已经去除了大部分血浆、血小板和白细胞，并用生理盐水或其他类型的保存溶液替代的红细胞。 在医疗输血中，使用洗涤红细胞通常是为了防止对药物治疗无反应的严重过敏性输血反应的复发。这些过敏反应通常由供体血浆中的蛋白质导致，通过洗涤红细胞的过程可以去除这些蛋白质。使用洗涤红细胞也降低了储存期间红细胞上清液中积累的钾浓度，可作为在有高钾血症风险的患者中输注新鲜红细胞的替代方法。